# Srđan Ristić
Pour les articles homonymes, voir Ristic.
Srđan Ristić est un joueur serbe de volley-ball né le 1er octobre 1984 en république fédérative socialiste de Yougoslavie. Il mesure 2,01 m et joue attaquant. Il totalise 23 sélections en équipe de Serbie-et-Monténégro.

## Clubs
| Club                    | De        | À         |
| ----------------------- | --------- | --------- |
| Radnik Požarevac        | 2000-2001 | 2005-2006 |
| Rabotnicki Skopje       | 2006-2007 | 2006-2007 |
| Saint-Louis Volley-Ball | 2007-2008 | 2008-2009 |
| ASUL Lyon Volley-Ball   | 2009-2010 | 2013-2014 |
| Nice Volley-Ball        | 2014-2015 | 2015-2016 |

## Palmarès
- Championnat de Macédoine (1)
  - Vainqueur : 2007
- Championnat de France de Ligue B (2)
  - Vainqueur : 2011
  - Vainqueur : 2013
- Coupe de Macédoine (1)
  - Vainqueur : 2007